# Io voglio vivere/Un angelo
Io Voglio Vivere/Un Angelo è un 45 giri del cantante italiano Riccardo Fogli, pubblicato solo in Germania.
Entrambe le tracce del singolo sono estratte dall'lp Compagnia uscito nel 1982.
Il brano Io Voglio Vivere è una cover della cantante Alice Visconti.